# フェルディナント・フォン・ツェッペリン

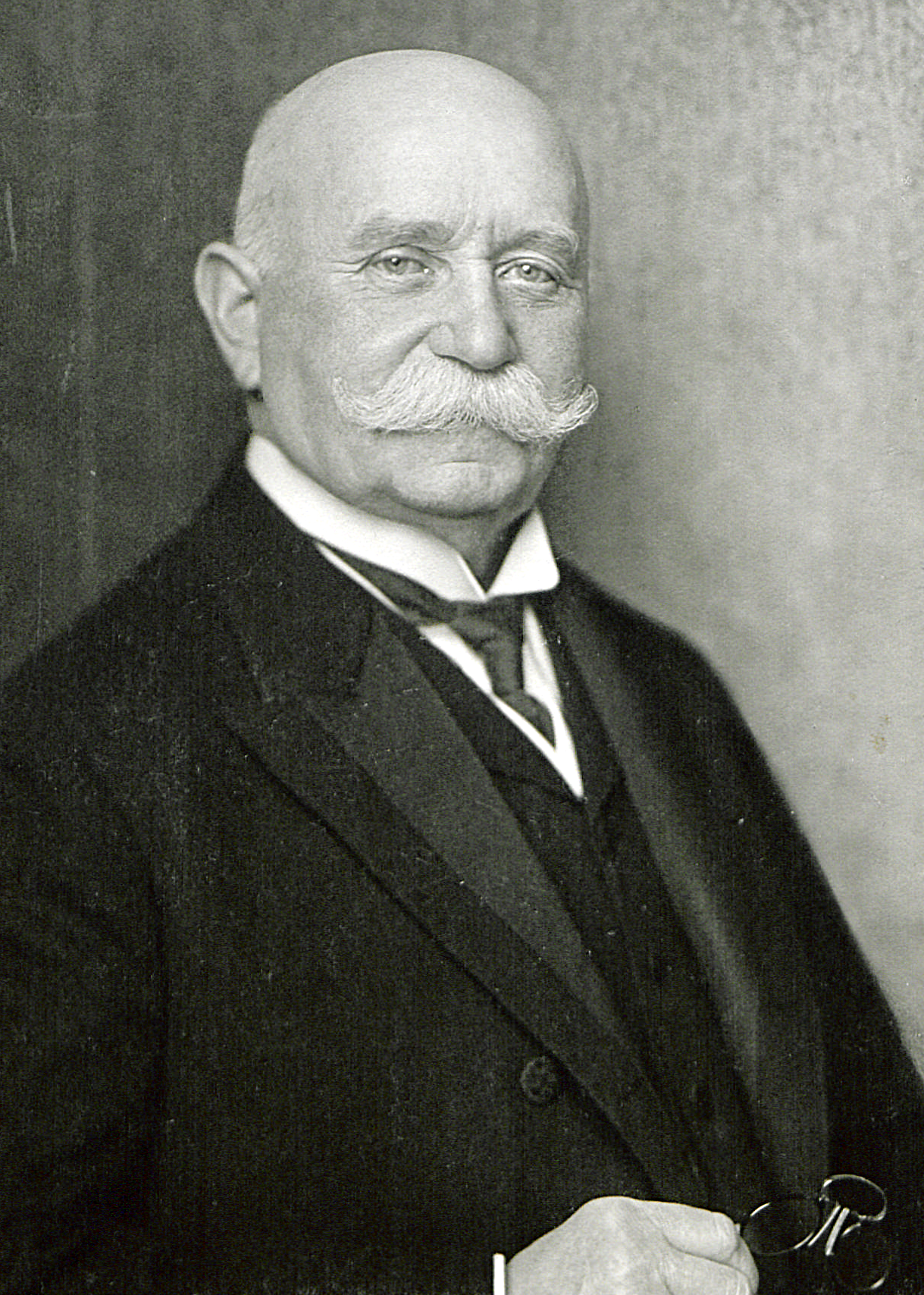
フェルディナント・フォン・ツェッペリン

フェルディナント・アドルフ・ハインリヒ・アウグスト・フォン・ツェッペリン伯爵（独: Ferdinand Adolf Heinrich August Graf von Zeppelin、1838年7月8日 - 1917年3月8日）は、ドイツの軍人（陸軍中将）であり、発明家・企業家。硬式飛行船を実用化した人物であり、「ツェッペリン」は幾つもの言語において「硬式飛行船」を意味する普通名詞となっている。1900年に来日し、日本でも皇居を避けつつ上空を飛来し「Z伯」の名で報道され有名となった。
バーデン大公国（現ドイツ南部のバーデン＝ヴュルテンベルク州）のコンスタンツ出身。

## 軍歴

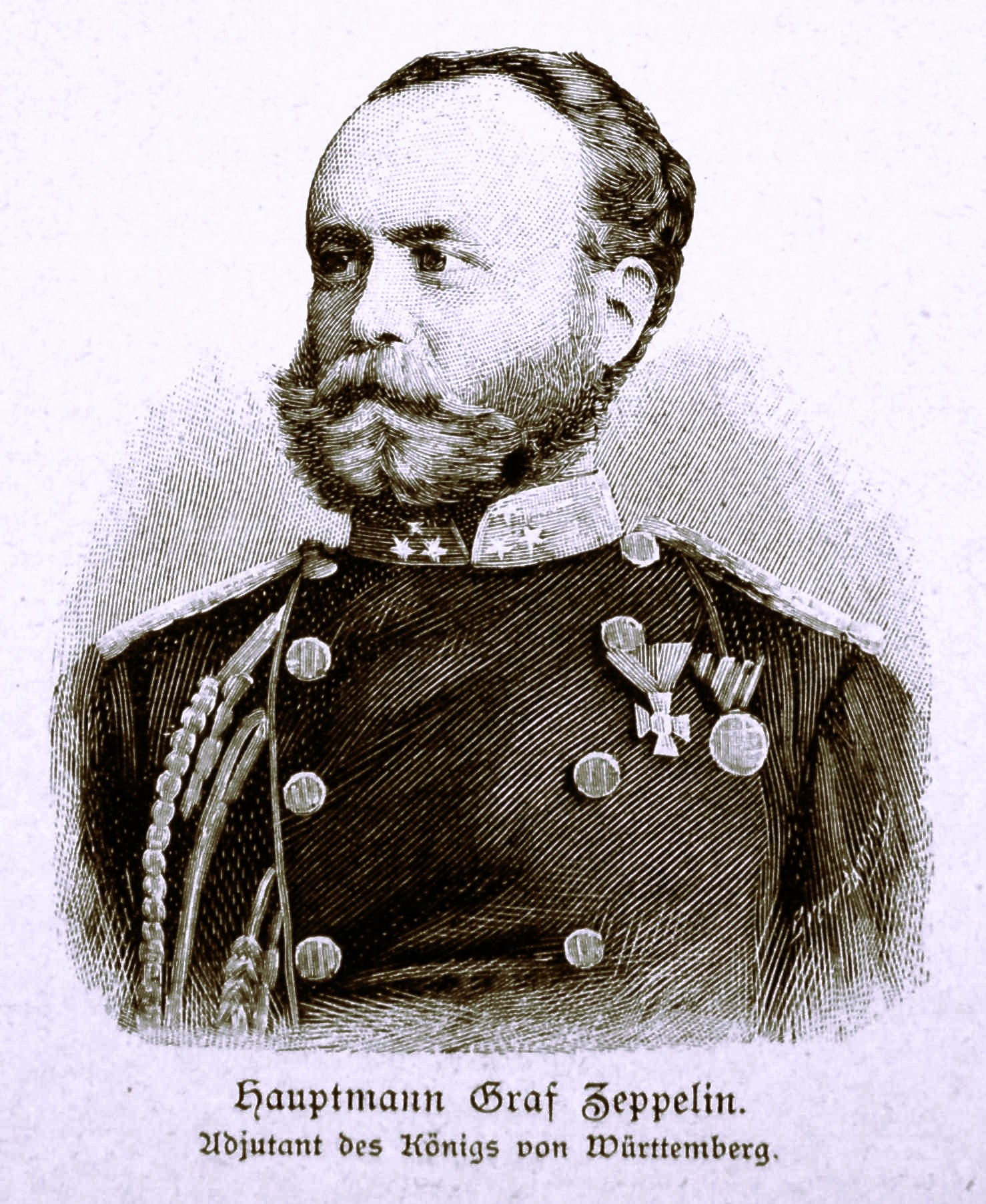
大尉時代の肖像画

ツェッペリン伯爵は1853年にシュトゥットガルトの理工科学校（ドイツ）を退学し、1855年にルートヴィヒスブルクの士官学校に入学。ドイツ連邦ヴュルテンベルク王国で軍人としての道を歩み始めた。
1858年までにはヴュルテンベルク軍の少尉になる。同年、自然科学、工学、化学を学ぶための休暇を許されテュービンゲンへ。しかし翌59年に第二次イタリア独立戦争が勃発すると工兵としてプロイセンに動員され、勉学を中断。
1863年、南北戦争で北軍の観戦武官となるべくアメリカへ。アメリカではその後ロシア人やインディアンからなる遠征隊に加わってミシシッピ川の源流を探り、またJ・シュタイナーの気球に乗って初の飛行を体験する。
1865年にヴュルテンベルク王カール1世の副官に任命され、66年の普墺戦争には参謀として従軍。「ヴュルテンベルクに対する傑出した貢献」により騎士十字勲章（ヴュルテンベルク）を授けられた。1870 - 71年の普仏戦争では騎兵としてフランス敵陣深くまで偵察を行い、ドイツ側では有名になった。
1882年から85年まで、ウーラン連隊の司令官を務める。最終的にはヴュルテンベルクの公使となってベルリンに行く。
1890年、司令官としての職務の瑕疵が非難を浴び、退役を余儀なくされた。最終軍歴は中将であった。

## 飛行船
ツェッペリンは南北戦争中、タデウス・ロー教授の気球部隊を訪問している。部隊の気球は関係者以外は搭乗禁止で、教授はツェッペリンの好奇心を満足させてくれなかった。別の気球部隊を紹介されたツェッペリン青年は、そこのドイツ人飛行士J・シュタイナーから多少の教えを受けたようである。1869年、ツェッペリンは再び訪米してローの下で気球の扱いを、万事習い覚えた。
1880年代以降、ツェッペリンは操縦可能な気球という概念に夢中であった。彼は1874年には既に完全な青写真を書き上げており、当時のヴュルテンベルク王カール1世に対し大型飛行船の軍事利用を勧める書状を出している。
1890年に辞職へ追い込まれた後は、硬式飛行船の開発に傾注した。テオドール・グロース（Theodor Gross）という技師を雇って様々な材料をテストすると同時に、当時としては燃費とパワーウェイトレシオに優れたエンジンを入手。また各種プロペラをテストし、純度の高い水素ガスの入手に努めた。彼は自分の設計思想を信ずるところ厚く、1891年6月にはヴュルテンベルク王の秘書に飛行船の製造開始を伝え、その直後にはプロイセン陸軍の首脳部に見学の誘いを掛けている。その翌日、ツェッペリンは自分が空気抵抗を過小評価していたことに気付いた。当時の最良のエンジンを使っても、飛行船は充分な速度を出せなかったのである。
壁に突き当たったツェッペリンであったが、ハンス・ジーグスフェルト が軽量で強力なエンジンを開発したという情報を得て、すぐに楽観的になった。支持者のマックス・フォン・ドゥッテンホーファーを焚き付けてダイムラー社からより効率の良いエンジンを徴発した。
エンジンや部下のトラブルには悩まされたものの、ツェッペリンは「硬いアルミニウムの外皮が複数の気嚢を包み、プロペラ、舵、エンジン、操縦室はいずれも固定される」という硬式飛行船のアイディアを煮詰めた。1892年に航空技術者テオドール・コーバーを雇用し、設計の改善を進めた。
1895年8月、コーバーと共に構想した「複数の縦列に配置された牽引体をもつ操縦可能な航空列車」が特許を取得した。
1896年の初めごろ、ドイツ技術者協会で操縦可能な飛行船の設計について講義を行った。これは多くの聴講者に感銘を与え、ドイツ技術者協会は彼のために募金運動を始めた。また、カール・ベルク；アルミニウム合金の面でツェッペリンに協力した）と出会ったのもこの講義がきっかけである。1898年5月までにはフィリップ・ホルツマン、ダイムラー、マックス・フォン・アイト、カール・フォン・リンデ、フリードリヒ・フォイトといった顔ぶれを集めて飛行船振興会社を創設した。ツェッペリンは総資本金の半分を超える44万1000マルクを出資した。こうして実物の製造が始まり、史上初の硬式飛行船ツェッペリンLZ1が完成した。
ツェッペリンはダーフィット・シュヴァルツの飛行船の特許と設計図（1897年）を使用したのだ、という伝説が後年に生じたが、1938年にツェッペリン社のフーゴー・エッケナーによって否定され、その後の研究者にも否定されている。ツェッペリンの設計とシュヴァルツの設計は、大きさ・構造ともに「根本的に異なって」いた。
ツェッペリンはボーデン湖上空をLZ1で三回飛行した。飛行は繰り返すごとに上手くいくようになり、世論を陶酔させた。1908年にLZ4がエヒターディンゲンで墜落したことも、逆に公衆の興味を惹いた。650万マルクの募金が集まり、それによりツェッペリン飛行船製造有限会社とツェッペリン財団が創立された。
同年、軍はLZ3を購入しZ1と改称して使用を開始した。1909年のはじめには、「ツェッペリン」は民間の航空会社にも使われるようになった。1909年までの間に、ドイツ飛行船航行会社は1600回以上の飛行を無事故で行い、累計3万7250人の旅客を運んだ。たったの数年で、「ツェッペリン革命」は航空運輸の時代を作り出したのである。
1917年、第一次世界大戦の終戦を待たずにベルリンで死去。飛行船事業はフーゴー・エッケナーが引き継いだ。

## 家族
フェルディナンドは義妹ソフィー（弟・エバーハルトの妻）の従妹である、イザベラ・フライイン・フォン・ヴォルフ＝アルト＝シュヴァーネンブルクと1869年に結婚し、一人娘のヘレーネが生まれた。ヘレーネは1909年にアレクサンダー・フォン・ブランデンシュタインと結婚し、その子孫はフォン・ブランデンシュタイン＝ツェッペリンを家名とした。アレクサンダーの母方祖父は日本滞在で有名なフィリップ・フランツ・フォン・シーボルトであり、この縁からドイツ・シーボルト協会の代表を同家で務めている。

## ツェッペリンにちなむ名称の事物
- LZ 127 (飛行船)・LZ 130 (飛行船) - 愛称が「グラーフ・ツェッペリン」（ツェッペリン伯爵）。LZ 130については区別のため「グラーフ・ツェッペリンII」と呼称・記載されることもある。
- グラーフ・ツェッペリン級航空母艦
- レッド・ツェッペリン - イギリスのロックバンド。名前の由来に関して、子孫であるエヴァ・フォン・ツェッペリンが「栄誉ある家名を無断使用された」として訴えかけたことがある[17][18]。